# Pagurus bernhardus

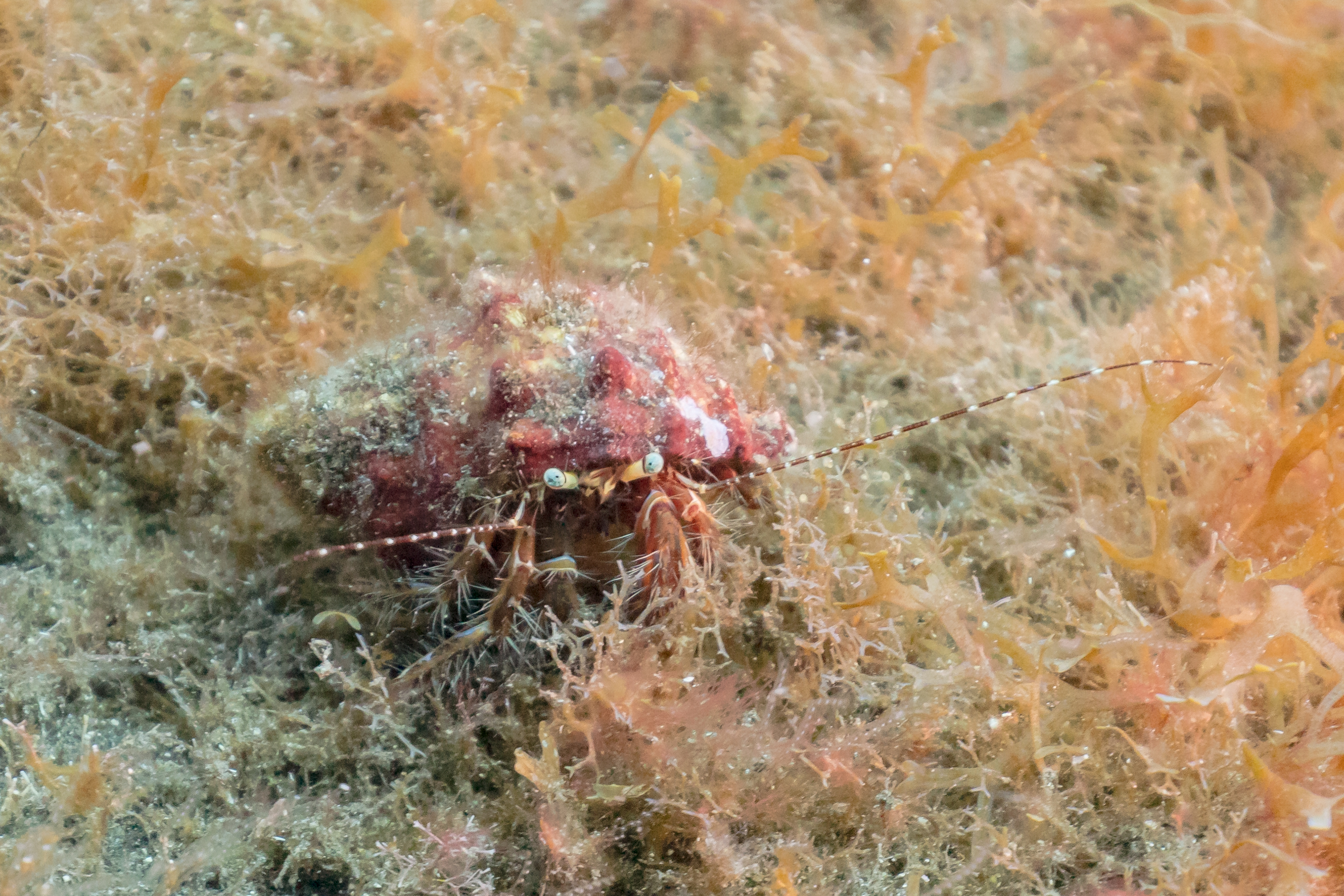
Ejemplar en su hábitat natural en Tenerife (España).

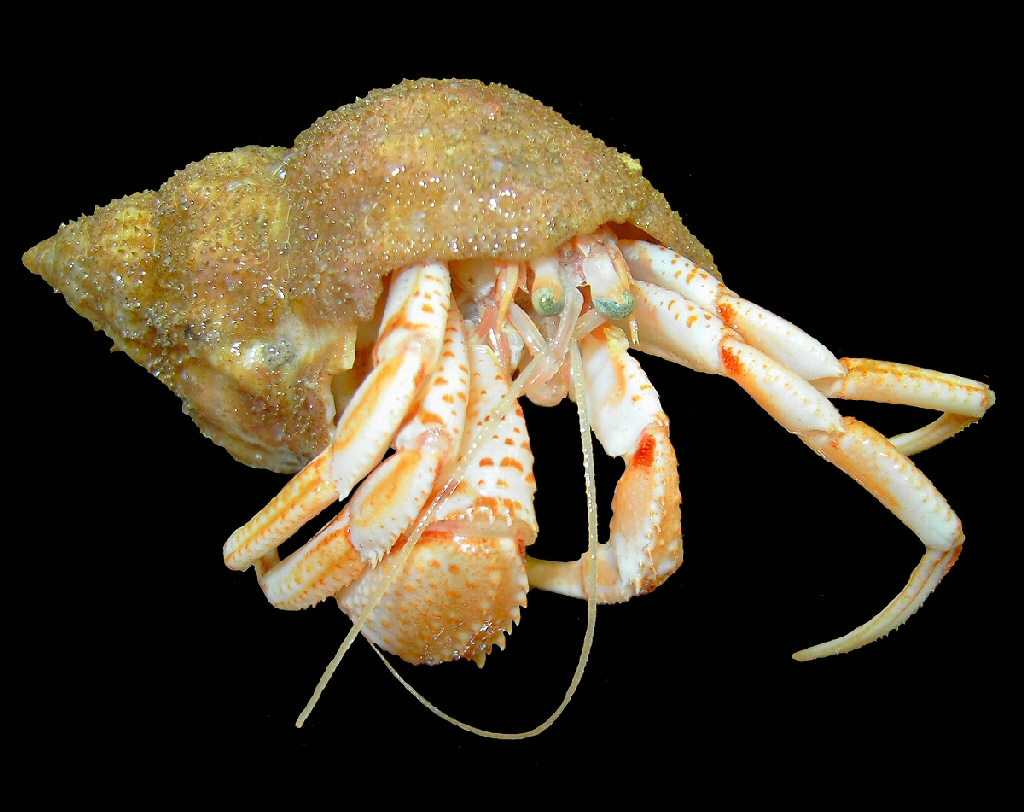
Espécimen de cangrejo ermitaño.

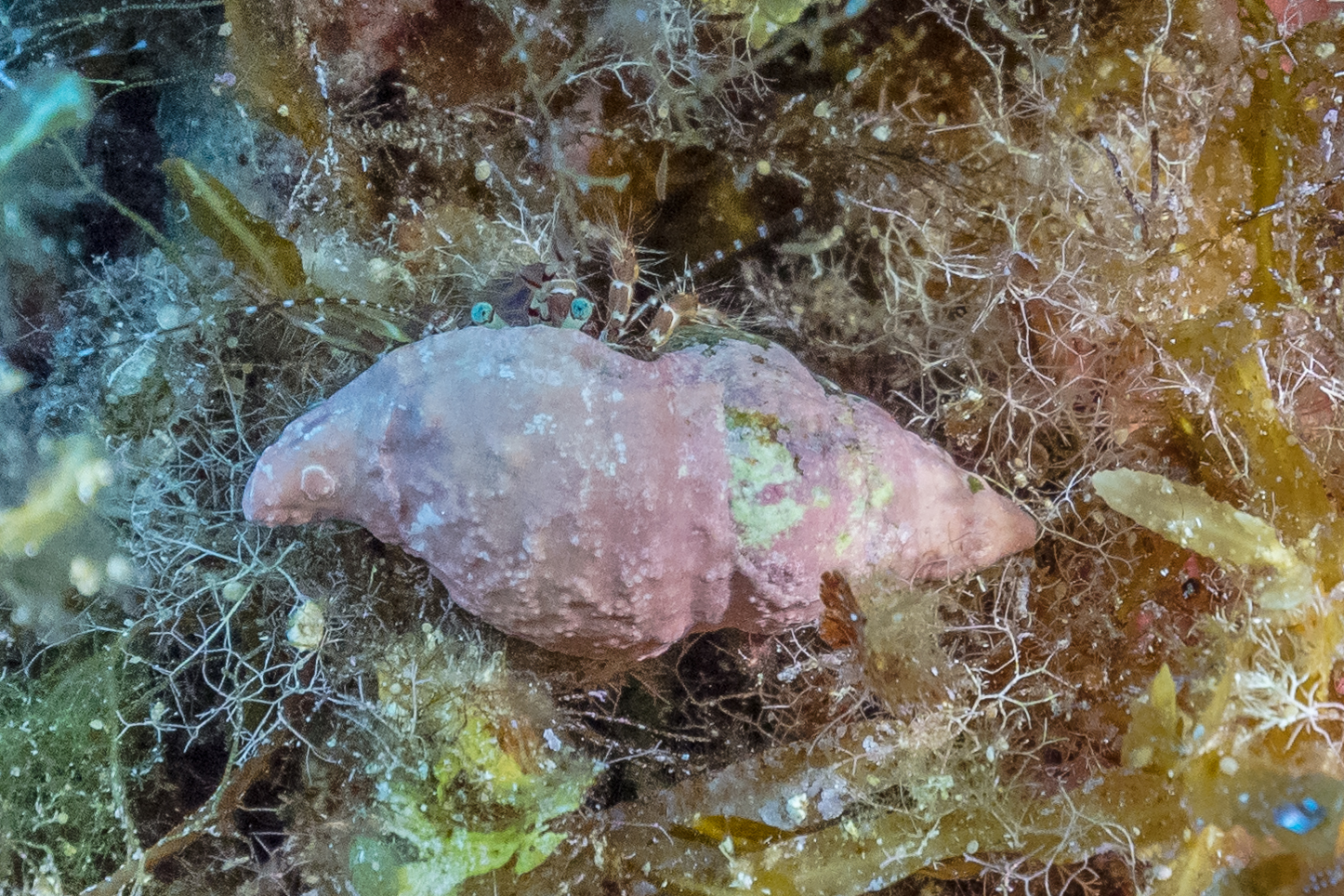
Ejemplar en la isla de Gozo (Malta).

El cangrejo ermitaño europeo (Pagurus bernhardus), también llamado simplemente ermitaño, es una especie de crustáceo decápodo de la familia de los pagúridos. Es el tipo de cangrejo ermitaño más común en las costas europeas del océano Atlántico.

## Taxonomía
La especie fue descrita en 1758 por Linneo en la décima edición de su obra Systema naturae per regna tria naturae, secundum classes, ordines, genera, species, cum characteribus, diferentiis, synomiis, locis ("Sistema de la naturaleza, en los tres reinos de naturaleza, según clases, órdenes, géneros y especies, con características, diferencias, sinónimos, lugares”), bajo el nombre Cancer bernhardus.

## Hábitat y distribución
Pagurus bernhardus se encuentra en áreas rocosas y arenosas en las costas del Atlántico nororiental, desde el Ártico (Svalbard, Islandia y norte de Rusia) hasta el sur de Portugal, y el mar Mediterráneo, así como en las Azores.
Se le puede ver en estanques en la zona intermareal, en marea baja y en aguas hasta una profundidad de aproximadamente 140 m. Los ejemplares más pequeños se suelen ver en estanques, mientras que los más grandes viven en zonas profundas.

## Características y biología

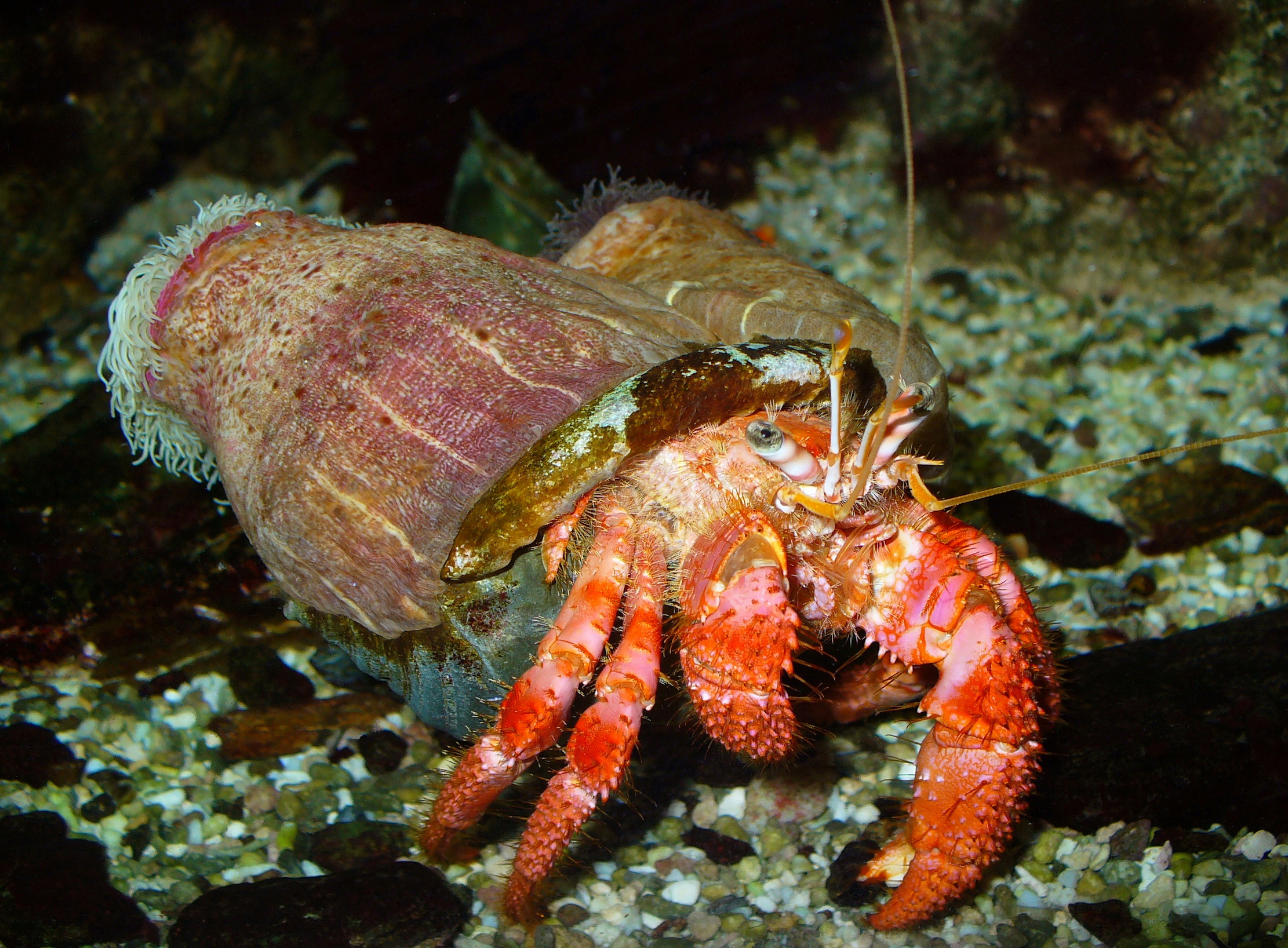
El cangrejo ermitaño europeo (Pagurus bernhardus), también conocido simplemente como ermitaño, es una especie de crustáceo decápodo perteneciente a la familia de los pagúridos. Es el tipo de cangrejo ermitaño más común en las costas europeas del océano Atlántico

Este es un cangrejo pequeño de unos 3,5 cm de longitud, que, debido a la falta de protección de su abdomen no calcificado (como en todos los pagúidos), utiliza como caparazones o casas vacías caparazones vacíos de gran cantidad de moluscos gasterópodos, como Littorina littorea, Littorina obtusata, Nassarius reticulatus, Gibbula umbilicalis, Nucela lapillus y de varias especies de cuernos del género Buccinum.
En las partes más cálidas de su área de distribución, la anémona de mar Calliactis parasitica se encuentra a menudo adherida al caparazón ocupado por Pagurus bernhardus. En aguas más frías, este papel lo desempeña Hormathia digitata.
Los cangrejos ermitaños luchan entre sí por buenas conchas en las que alojarse y tienen preferencia por las de ciertas especies.
Los cangrejos ermitaños usan conchas de molusco para sus casas, y también han empezado a usar materiales de plástico. Los cangrejos ermitaños usan sus casas como una manera de protección, y para indicar su aptitud reproductiva. Muchas especies prefieren conchas más ligeras porque permite que los animales viajen más rápido con mayor facilidad. El plástico también es un material ligero, y 62 por ciento de las especies en el taxón han sido observado usando conchas artificiales, como las tapas del plástico.

## Alimentación
El ermitaño es un omnívoro que se alimenta principalmente de cadáveres (detritívoro), aprovechando las oportunidades que le ofrecen las presas que encuentra, comiendo también las algas que se mezclan con ellas, aunque también puede filtrar el plancton para alimentarse cuando sea necesario.